# Hermann Steidle (Maler)
Hermann Steidle (* 30. Mai 1929 in Garmisch) ist ein deutscher Maler und Grafiker.
Steidle studierte 1947/48 an der Meisterschule für Deutschlands Buchdrucker in München, von 1950 bis 1955 an der Folkwang-Werkkunstschule in Essen und 1955 bis 1958 an der Kunstakademie Düsseldorf.
1959 kehrte er als Dozent für Schrift an die Folkwangschule zurück. Seit 1973 lehrte er schließlich als Professor für Druckgrafik an der Universität Essen/Duisburg.